# Donald J. Harris

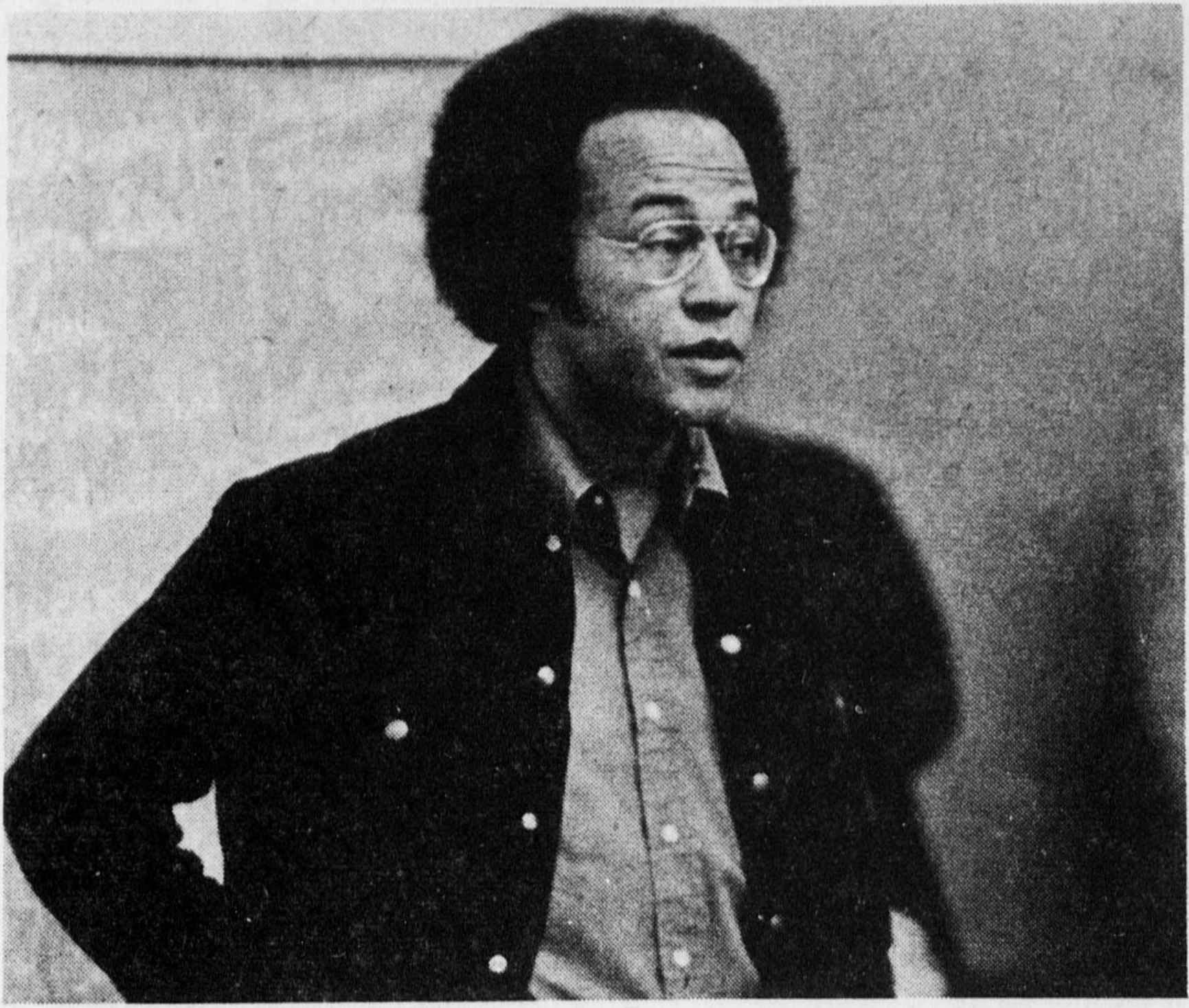
Donald J. Harris (1974)

Donald Jasper Harris (* 23. August 1938 in Brown’s Town, Kronkolonie Jamaika, Britisches Weltreich) ist ein jamaikanisch-amerikanischer Wirtschaftswissenschaftler und emeritierter Professor der Stanford University, der für die Anwendung postkeynesianischer Ideen (insbesondere in der kaleckischen und neuricardianischen Variante) in der Entwicklungsökonomie bekannt wurde. Er ist der Vater der 49. Vizepräsidentin der Vereinigten Staaten, Kamala Harris, sowie ihrer Schwester, der Anwältin und politischen Kommentatorin Maya Harris.

## Ausbildung und beruflicher Werdegang
Harris schloss sein Studium am University College of the West Indies mit einem BA ab. Anschließend wanderte er in die USA aus und erlangte 1966 seinen PhD an der UC Berkeley mit einer Arbeit über Inflation, Capital Accumulation and Economic Growth: A Theoretical and Numerical Analysis bei Daniel McFadden. Nach Forschungsaufenthalten an der UIUC (Assistant Professor von 1966–1967) und der Northwestern University wechselte er an die University of Wisconsin–Madison (Associate Professor von 1968–1972). 1972 wurde er Professor für Volkswirtschaft in Stanford und wirkte dort bis zu seiner Emeritierung 1998.

## Auszeichnungen
Am 6. August 2021, dem jamaikanischen Unabhängigkeitstag, wurde verlautbart, dass er „für seinen herausragenden Beitrag zur nationalen Entwicklung“ mit dem jamaikanischen Orden Order of Merit, der dritthöchsten Auszeichnung des Inselstaats, ausgezeichnet wird.

## Werke (Auswahl)
Seine mehr als 100 Veröffentlichungen behandeln fünf Hauptthemen: Wert, Kapital und Verteilung; Wachstum und Entwicklung; alternative Ansätze; die US-Wirtschaft sowie die Wirtschaft Jamaikas und der Karibik:
- Harris, Donald J.: Capital Accumulation and Income Distribution. Stanford, Calif: Stanford University Press, 1978.
- Harris, Donald J.: Jamaica's Export Economy: Towards a Strategy of Export-Led Growth. Kingston W.I: Ian Randle Publishers in association with Jamaica Exporters' Association, 1997.
- Harris, Donald J.: Fiduciary Compensation: Obtaining "reasonable" Fees in Trusts and Estates., 1992.
- Harris, Donald J.: Determinants of Aggregate Export Performance of Caribbean Countries: A Comparative Analysis of Barbados, Costa Rica, Dominican Republic, Jamaica, and Trinidad and Tobago. Washington, DC: Integration and Regional Programs Dept., Inter-American Development Bank, 1995.
- Bujarin, Nicolai, and Donald J. Harris. The Economic Theory of the Leisure Class. New York: Monthly Review Press, 1970.